# Viskum
Viskum er et gods i Viskum Sogn, Sønderlyng Herred, tidligere Tjele Kommune, nu Viborg Kommune. Hovedbygningen er trelænget og blev opført 1780-1860. Den ligger ved siden af Viskum Kirke. Godset er på 333 hektar.

## Ejere af Viskum
- (1442-1536) Viborg Bispestol
- (1536-1579) Kronen
- (1579-1620) Mourids Stygge
- (1620-1622) Inger Stygge
- (1622-1624) Slægten Stygge
- (1624-1629) Hans Dyre
- (1629-1632) Ove Arenfeldt
- (1632-1666) Erik Lundov
- (1666-1669) Bertal Jensen Dons
- (1669-1681) Anne Tornsdatter gift Dons
- (1681) Frederik Petersen Carisius
- (1681-1683) Anne Tornsdatter gift Dons
- (1683-1691) Peter Hansen
- (1691-1695) Søren Sørensen
- (1695) Jørgen Skeel
- (1695-1700) Benedicte Margrethe Brockdorff gift Skeel
- (1700-1731) Christian Skeel
- (1731-1749) Jørgen Scheel
- (1749-1756) Hans Juul
- (1756-1788) Christen Juul
- (1788-1839) Hans Juul
- (1839-1841) Else Hansdatter Bjerregaard gift Juul
- (1841-1844) R. Bay
- (1844-1865) Theodor Emil Neergaard
- (1865-1867) Ida von Lüttichau gift Neergaard
- (1867-1889) Hans Helmuth von Lüttichau
- (1889-1897) Christian Ditlev von Lüttichau
- (1897-1915) Hans Helmuth von Lüttichau
- (1915-1927) A. Jensen
- (1927-1930) A. M. Mikkelsen
- (1930-1936) Enke Fru Mikkelsen
- (1936-1948) A. W. Skånstrøm
- (1948) H.C. Sørensen
- (1948-1949) H. Madsen
- (1949-1960) L. Jensen
- (1960-1961) Enke Fru Jensen
- (1961-1985) Frede Hansen
- (1985-1990) Leif Bang-Pedersen
- (1990-2013) Villy Jørgen Jensen
- (2013-) Jens Petri Petersen

## Viskum trinbræt
Viskum fik trinbræt med sidespor på Mariager-Fårup-Viborg Jernbane (1927-65). På banens tracé er der anlagt en 16 km lang banesti mellem Velds Husevej og Gl. Århusvej i Viborg. Den passerer få hundrede meter nord for Kvorning. Trinbrættet lå nord for banens krydsning af Østervangsvej.